# Rue des Boulets (stanice metra v Paříži)
Rue des Boulets je nepřestupní stanice pařížského metra na lince 9 v 11. obvodu v Paříži. Nachází se pod Boulevardem Voltaire.

## Historie
Stanice byla otevřena 10. prosince 1933 při prodloužení linky do stanice Porte de Montreuil.

## Název
Stanice se původně jmenovala podle dvou blízkých ulic Rue des Boulets - Rue de Montreuil, později byl název zjednodušen na Boulets - Montreuil. 
1. září 1998 se název změnil na současný tvar Rue des Boulets. Ulice Rue des Boulets je známá již v roce 1672, je jedním z úseků bývalé cesty ze Saint-Denis do Saint-Maur-des-Fossés.

## Vstupy
Stanice má několik východů na Boulevard Voltaire před domy č. 230, 209 a 232.